# Gilles de Courtenvaux de Souvré
Pour les articles homonymes, voir Souvré.
Gilles de Souvré, marquis de Courtanvaux, né vers 1540 et mort en 1626, est un gentilhomme et militaire français des XVIe et XVIIe siècles. Il est l'un des favoris du roi Henri III. Gouverneur de Louis XIII, il est fait maréchal de France, en récompense de ses services.

## Biographie

### Origines et famille
Gilles de Souvré, descend d'une ancienne maison originaire du Perche. Il est : l'arrière-petit-fils de Macé III de Souvré et de Yolande de Laval, petite-fille de Thibault Ier de Laval-Loué ; le petit-fils d'Antoine de Souvré et de Françoise Berziau, dame de Courtanvaux ; le fils de Jean de Souvré et Françoise Martel ; et le frère de Jeanne de Souvré, femme de René Ier du Bellay (1545-1596), baron de La Flotte.
Il se marie avec Françoise de Bailleul, fille de Jean de Bailleul, chevalier de l'ordre du Roi, sieur de Renouard, baron de Messey.

### Carrière militaire
Il rejoint jeune la profession des armes et s'attache au duc Henri d'Anjou qu’il accompagne en Pologne en 1573. À son retour, ce prince devenu le roi Henri III le fit grand maître de sa garde-robe et gouverneur du château de Vincennes. Il est gouverneur de Touraine de 1588 à 1610. Peu de temps après, le duc de Montmorency est enfermé dans cette forteresse. Selon De Thou, la reine mère, ayant conçu le dessein de faire périr cet illustre prisonnier, est obligée de sonder Souvré, qui fait avorter le complot[pas clair]. En 1582, il se marie à Françoise de Bailleul, fille de Jean de Bailleul, chevalier des ordres du roi, sieur de Le Renouard, baron de Messei. Souvré fait partie de la promotion des chevaliers du Saint-Esprit, en 1585.
Il se distingue à la bataille de Coutras le 20 octobre 1587 contre les Huguenots et conserve la ville de Tours au roi pendant les troubles de la Ligue. Il y reçoit Henri III avec toute la Cour en janvier 1589. Attaché sincèrement à Henri III, il ne pouvait cependant excuser les torts réels de ce monarque, et souvent il lui faisait entendre le langage de la vérité ; mais quand il vit l'autorité royale compromise par les factions, il ne se montra pas moins empressé de justifier les fautes du roi qu'il ne l'avait été de les blâmer. Crillon remarqua ce changement et lui adressa des reproches à ce sujet. « Hélas! dit Souvré, le roi est si malheureux. »
Il est néanmoins l'un des premiers à reconnaître Henri IV dès son avènement et le sert avec la plus grande loyauté. Il refuse les cent mille écus d’or que le duc de Mayenne lui offrait pour entrer dans la Ligue : « Non, lui répondit Souvré, ce serait payer trop cher un traître ». Ce dernier veut alors le persuader qu'Henri IV soupçonne sa conduite et a l'intention de lui ôter le gouvernement de la Touraine. « Quand bien même, répondit Souvré, le roi serait injuste à mon égard, il n'en serait pas moins mon roi, et-je ne cesserais pas de le servir[réf. nécessaire]. »
En novembre 1590, il rejoint le prince de Conti au siège du château de Lavardin, le siège dura trois semaines, la place capitula le 23 novembre.
Henri IV le choisit pour être gouverneur du Dauphin. En 1609, Henri IV fait don à Gilles de Souvré, cousin germain de la dame de Hautefort, des biens confisqués ayant appartenu à François d'Aubusson seigneur de Beauregard et à d'autres accusés du meurtre de Marguerite de Calvimont (Réf : Arch. Dép. Maine-et-Loire, 20 J 73). La même année, le roi le choisit pour être le lieutenant et commandant effectif de la compagnie des Gendarmes d'ordonnance du Dauphin, dont celui-ci est le capitaine. Cette compagnie devient celle des Gendarmes de la Garde à l'avènement de Louis XIII, qui confirme Gilles de Souvré comme commandant effectif, en tant que Capitaine-lieutenant. Gilles de Souvré renonce à cette charge en 1615. 

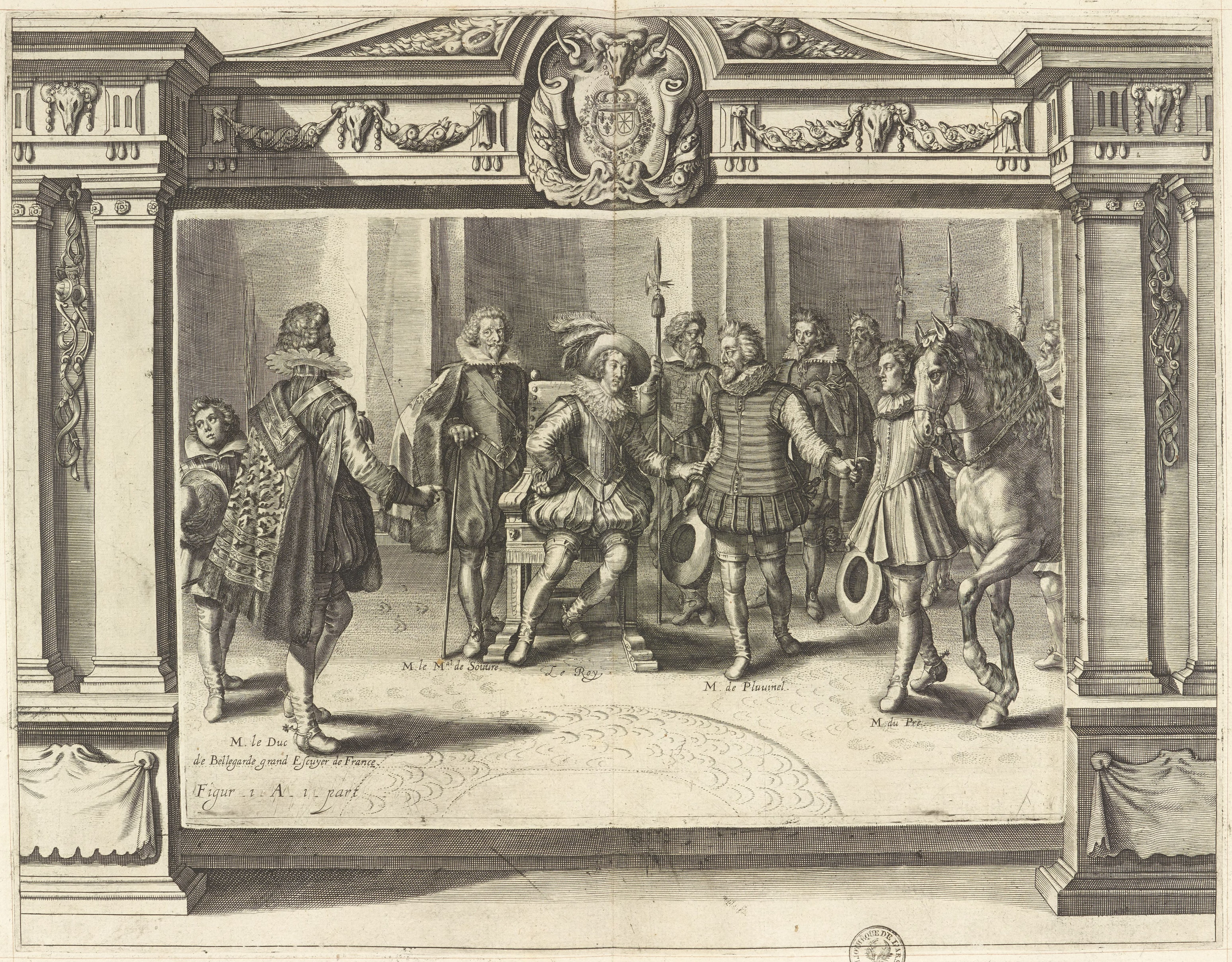
M. de Souvré de face à la droite du roi, leçon d'équitation.

Gilles de Souvré reçoit le bâton de maréchal de France en 1614, à l’âge de 76 ans. Il décède en 1624, à l'âge de 84 ans, et est inhumé en la chapelle du château de Courtanvaux. Sa fille, Mme de Lansac, fut gouvernante des Enfants de France.  
On a un Discours sur la mort de Gilles de Souvré, marquis de Courtanvaux, Paris, 1626, in-8°[pas clair].

## Descendance
- Jean de Souvré, marquis de Courtanvaux, chevalier des ordres du Roi, gouverneur de Touraine de 1610 à 1627, après son père Gilles (c'est sous son gouvernement que débute réellement la construction du rempart bastionné de Tours, à laquelle s'était déjà intéressé Gilles de Souvré) et capitaine du château de Fontainebleau ; il épouse Catherine de Neufville, dame d'atours d'Anne d'Autriche, fille de M. d'Alaincourt, avec qui il a trois fils et deux filles :
  - L'aîné des fils mourut jeune ; le second est tué à l'attaque d'Arras, le 2 juin 1640 ;
  - le troisième, Charles, marquis de Courtanvaux, meurt avant son père, ne laissant que deux filles, dont l'une, Anne de Souvré marquise de Messey, transmet le marquisat de Courtanvaux à son mari, le célèbre marquis de Louvois.
- René de Souvré, seigneur de Renouard, baron de Messey, chevalier des ordres du Roi. Il meurt en 1635, laissant : 
  - trois filles religieuses, l'une à Vignas (près de Falaise), les deux autres abbesses de Saint-Amand de Rouen (Léonore et Madeleine de Souvré) ; et trois fils : Joseph, sieur de Renouard (mort en 1685 à Saint-Lazare, sans postérité) ; François, chanoine de Sainte-Geneviève ;
  - et François, marquis de Souvré, qui se noie en se baignant dans le Tage, en 1657.
- Gilles de Souvré, le troisième fils, fut évêque de Comminges, puis d'Auxerre ;
- Jacques de Souvré, chevalier de Malte en 1605[5], dit le commandeur de Souvré, se distingue au siège de Montauban, en 1621, au combat de l'île de Ré, en 1627, au siège de La Rochelle en 1628, à Casal en 1630, à la prise de Porto-Longone en 1646. Il y commande les galères de France. Le Commandeur meurt le 22 mai 1670. Son tombeau, érigé par Michel Anguier, dans l’archibasilique Saint-Jean-de-Latran, est aujourd'hui au Louvre.

Et trois filles :
- Françoise, l'aînée des enfants de la famille, morte le 28 juin 1657 à 72 ans. Elle épouse Artus de Saint-Gelais, seigneur de Lansac. Elle sera gouvernante du Dauphin, depuis Louis XIII, avant que son père n'en devienne gouverneur.
- Madeleine, marquise de Sablé, tenait un salon littéraire.
- Anne, abbesse/prieure de Préaux (1620-1633), puis de Saint-Amand (1630-1651) avant ses nièces, meurt le 14 mars 1651.

## Armoiries
| Figure | Nom du prince et blasonnement                               |
|        | Armes du marquis de Courtenvaux D'azur à cinq cotices d'or. |